# Eupithecia konradi
Eupithecia konradi es una especie de polilla de la familia Geometridae. La especie fue descrita por primera vez por András Mátyás Vojnits habiendo sido descrita en 1976, con distribución en China, especialmente la provincia de Yunnan. El holotipo de la especie fue descrita en el sector A-tun-tse, al norte de Yunnan y a una altitud de 4000 metros (13 123,4 pies). Tiene gran similitud con otra especie de la región montañosa de Yunnan, la Eupithecia ustata.
La polilla es pequeña con alas angostas y puntiagudas. Sus alas anteriores son color marrón con pocas líneas transversales notorias mientras que las alas posteriores tienen su mitad posterior de color blanquecino.: 35 